# キラキラACTORS TV
キラキラACTORS TV（ -アクターズテレビ）とは、BS11デジタル（日本BS放送）で放送されていたトーク番組である。

## 概要
2008年7月6日から同年12月28日まで、日曜日0:30 - 1:00（土曜日深夜）に放送。全26回。
毎週、ミュージカルなどで活躍する若手俳優をゲストに迎え、活躍の様子や俳優への道を選んだきっかけ、仕事への情熱、転機、生い立ちやプライベートなど、ゲストについて紹介していく。

## 司会
- 中井美穂
- 松田誠

## ゲスト
2008年
- ＃1 （7月6日）相葉弘樹
- ＃2 （7月13日）南圭介
- ＃3 （7月20日）津田健次郎
- ＃4 （7月27日）高橋広樹
- ＃5 （8月3日）湯澤幸一郎
- ＃6 （8月10日）上山竜司
- ＃7 （8月17日）市瀬秀和
- ＃8 （8月24日）永山たかし
- ＃9 （8月31日）三浦涼介
- ＃10 （9月7日）兼崎健太郎
- ＃11 （9月14日）宮野真守
- ＃12 （9月21日）齋藤ヤスカ
- ＃13 （9月28日）森山栄治
- ＃14 （10月5日）篠谷聖
- ＃15 （10月12日）宮下雄也
- ＃16 （10月19日）鯨井康介
- ＃17 （10月26日）鎌苅健太
- ＃18 （11月2日）中河内雅貴
- ＃19 （11月9日）小西遼生
- ＃20 （11月16日）進藤学
- ＃21 （11月23日）河合龍之介
- ＃22 （11月30日）渡辺大輔
- ＃23 （12月7日）八神蓮
- ＃24 （12月14日）秋山真太郎
- ＃25 （12月21日）伊礼彼方
- ＃26 （12月28日）久保田悠来